# Сумнакаев, Василий Васильевич
Василий Васильевич Сумнакаев  (17 ноября 1995) — российский футболист, полузащитник.

## Биография
Воспитанник краснодарского футбола. В 2014 году выступал за дублирующий состав новороссийского «Черноморца» в чемпионате Краснодарского края. 29 марта 2016 года подписал контракт с брестским «Динамо», за которое играл в молодёжном первенстве. Единственный матч в Высшей лиге провёл 4 июня 2016 года в матче против минского «Динамо», в котором вышел на замену на 70-й минуте вместо Симона Огара. В 2017 году перешёл в клуб пятой лиги Польши «Знич» (Бяла-Писка).